# Mademoiselle Judith
Julie Bernat dite Mademoiselle Judith est une actrice française née le 30 janvier 1827 dans l'ancien 7e arrondissement de Paris et morte le 27 octobre 1912 à Paris 17e.

## Biographie
En 1835, Jacob Félix, le père de la future tragédienne Rachel, monte sa propre troupe enfantine et Julie Bernat est son élève ; les représentations se donnent alors au Théâtre du Ranelagh.
Elle épouse en 1852 Charles Bernard-Derosne (1825-1904).
Elle habite rue du chemin de Versailles.
En 1857, vient au monde son fils Gaston Bernard-Derosne.
Elle meurt à son domicile de la rue Jouffroy-d'Abbans à Paris, à l'âge de 86 ans, et est inhumée au cimetière de Montmartre (division 3, ligne 1, tombe 86).

## Théâtre

### Carrière à la Comédie-Française
Entrée en 1846
Nommée 274e sociétaire en 1852
Départ en 1866
(source : Base documentaire La Grange sur le site de la Comédie-Française)
- 1846 : Le Barbier de Séville de Beaumarchais : Rosine
- 1847 : Un poète de Jules Barbier : Laetice
- 1847 : Pour arriver d'Émile Souvestre : Juliette
- 1847 : Le Misanthrope de Molière : Eliante
- 1847 : Tartuffe de Molière : Mariane
- 1847 : Les Aristocraties d'Étienne Arago : Laurence
- 1847 : Un caprice d'Alfred de Musset : Mathilde
- 1847 : Dom Juan ou le Festin de pierre de Molière : Elvire
- 1848 : Le Puff ou Mensonge et vérité d'Eugène Scribe : Antonia
- 1848 : Thersite de Villarceaux : Niséis
- 1848 : Le roi attend de George Sand : Mlle Béjart
- 1848 : La Marquise d'Aubray de Charles Lafont : Valentine
- 1848 : La Rue Quincampoix de Jacques-François Ancelot : Jeanne
- 1849 : L'Amitié des femmes d'Édouard-Joseph-Ennemond Mazères : Marguerite
- 1849 : Louison d'Alfred de Musset : la duchesse
- 1849 : Passe-temps de duchesse de Gaston de Montheau : la duchesse
- 1850 : Trois entr'actes pour l'Amour médecin d'Alexandre Dumas : la Du Croisy
- 1850 : Charlotte Corday de François Ponsard : Charlotte Corday
- 1850 : La Queue du chien d'Alcibiade de Léon Gozlan : Adeline
- 1850 : La Migraine de Jean-Pons-Guillaume Viennet : Mme Dhéricourt
- 1850 : Le Mariage de Figaro de Beaumarchais : la comtesse
- 1850 : Un mariage sous la Régence de Léon Guillard : la duchesse de Berry
- 1851 : Christian et Marguerite de Pol Mercier et Édouard Fournier : Delphine
- 1851 : Les Bâtons flottants de Pierre-Chaumont Liadières : Mlle Duvernet
- 1853 : Le Lys dans la vallée de Théodore Barrière et Arthur de Beauplan d'après Honoré de Balzac : la comtesse Henriette de Mortsauf
- 1856 : Tartuffe de Molière : Elmire
- 1858 : Le Bourgeois gentilhomme de Molière : Dorimène
- 1859 : Souvent homme varie d'Auguste Vacquerie : Fideline
- 1861 : Les Femmes savantes de Molière : Armande

### Hors Comédie-Française
- 1876 : La Reine Margot d'Alexandre Dumas, théâtre de la Porte Saint-Martin : Catherine de Médicis